# Adolf Geßner (Mediziner)

Adolf Geßner

Adolf Geßner (* 4. Februar 1864 in Friedberg (Hessen); † 20. Januar 1903 in Erlangen) war ein deutscher Gynäkologe und Hochschullehrer in Erlangen.

## Leben
Geßner studierte ab dem Wintersemester 1883/84 an der Hessischen Ludwigs-Universität Medizin. 1884 wurde er im Corps Teutonia Gießen recipiert. Er zeichnete sich zweimal als Consenior und zweimal als Senior aus. Als Inaktiver wechselte er an die Friedrich-Alexander-Universität Erlangen. 1887 war er Vorsitzender des Kösener Congresses. 1890 wurde er in Erlangen zum Dr. med. promoviert. 1893 ging er als Assistenzarzt an die Frauenklinik der Charité. 1897 habilitierte er sich in Erlangen. Nach vier Jahren als Privatdozent wurde er 1901 als ordentlicher Professor und Direktor der Universitätsfrauenklinik und der Hebammenschule in Erlangen berufen. Damit war er Nachfolger von Richard Frommel. Unter Geßners Leitung wurde die Universitätsfrauenklinik 1902 durch die Einweihung des Westflügels erheblich vergrößert. Er starb kurz vor seinem 39. Geburtstag.